# Masaki Eto
Masaki Eto (Kagoshima, Japón, 26 de febrero de 1954) es un deportista japonés retirado especialista en lucha grecorromana donde llegó a ser subcampeón olímpico en Los Ángeles 1984.

## Carrera deportiva
En los Juegos Olímpicos de 1984 celebrados en Los Ángeles ganó la medalla de plata en lucha grecorromana de pesos de hasta 57 kg, tras el luchador alemán Pasquale Passarelli (oro) y por delante del griego Charalambos Cholidis (bronce).